# Peter Del Monte
Peter Del Monte (San Francisco, 29 luglio 1943 – Roma, 31 maggio 2021) è stato un regista e sceneggiatore italiano.

## Biografia
Laureatosi in lettere alla Università degli Studi di Roma "La Sapienza" con tesi sull'estetica cinematografica, frequentò negli anni settanta il Centro sperimentale di cinematografia della capitale, sotto la guida di Roberto Rossellini, realizzando come saggio di diploma il lungometraggio Fuori campo, presentato alla Quinzaine des Réalisateurs del Festival di Cannes 1970.
Nel 1975 realizzò il suo primo film distribuito nei circuiti commerciali, Irene, Irene; nel 1980 conquistò il Premio speciale della giuria alla 37ª Mostra internazionale d'arte cinematografica di Venezia con L'altra donna e, nel 1982, il Premio per il miglior contributo artistico al Festival di Cannes per Invito al viaggio.
Morì il 31 maggio 2021 in una clinica romana dopo una lunga malattia.

## Vita privata
Dal 1985 al 1987 fu legato all'attrice Valeria Golino.

## Filmografia

### Cinema
- Fuori campo (1969)
- Irene, Irene (1975)
- L'altra donna (1980)
- Piso pisello (1981)
- Invito al viaggio (1982)
- Piccoli fuochi (1985)
- Giulia e Giulia (1987)
- Étoile (1989)
- Tracce di vita amorosa (1990)
- Compagna di viaggio (1996)
- La ballata dei lavavetri (1998)
- Controvento (2000)
- Nelle tue mani (2007)
- Nessuno mi pettina bene come il vento (2014)

### Televisione
- Le parole a venire - film TV (1970)[7]
- Le ultime lettere di Jacopo Ortis - film TV (1973)

## Riconoscimenti
- Mostra internazionale d'arte cinematografica
  - 1980 – Premio speciale della giuria a L'altra donna[8]
- Festival di Cannes
  - 1982 – Premio per il miglior contributo artistico a Invito al viaggio[9]
- Nastro d'argento
  - 1986 – Miglior soggetto originale a Piccoli fuochi[10]
- Globo d'oro
  - 1996 – Miglior film a Compagna di viaggio[11][12]

- Annecy cinéma italien
  - 1998 – Premio Sergio Leone per La ballata dei lavavetri[13]